# 安德里賈·斯蒂帕諾維奇
安德里賈·斯蒂帕諾維奇（1986年12月18日—）是一位波黑籃球運動員。他現在效力於土耳其球隊Trabzonspor。他也代表波黑國家籃球隊參賽。

## 外部連結
- 安德里賈·斯蒂帕諾維奇在fiba.basketball（英语）
- 安德里賈·斯蒂帕諾維奇在archive.fiba.com（archived）（英语）
- 安德里賈·斯蒂帕諾維奇在歐洲籃球聯賽（英语）
- 安德里賈·斯蒂帕諾維奇在亞得里亞海聯賽（英语）
- 安德里賈·斯蒂帕諾維奇在義大利籃球聯賽（意大利语）
- 安德里賈·斯蒂帕諾維奇在土耳其籃球超級聯賽（英语）
- 安德里賈·斯蒂帕諾維奇在Basketball-Reference.com（國際）（英语）
- 安德里賈·斯蒂帕諾維奇在Eurobasket.com（球員）（英语）
- 安德里賈·斯蒂帕諾維奇在RealGM（英语）
- 安德里賈·斯蒂帕諾維奇在Proballers（英语）